# Kara śmierci na Białorusi
Kara śmierci funkcjonuje w kodeksie karnym Białorusi od czasu powstania państwa po rozpadzie Związku Radzieckiego. Obecnie jest to jedyny kraj europejski, w którym orzeka i wykonuje się tę karę.
Stosowanie tej kary regulowane jest w artykule 24. Konstytucji Białorusi, który mówi, iż „kara śmierci do czasu jej zniesienia może być stosowana zgodnie z ustawą i tylko na mocy wyroku sądu jako wyjątkowy środek karny za szczególnie ciężkie przestępstwa”.

## Kara śmierci w kodeksie karnym

### Przestępstwa zagrożone orzeczeniem kary śmierci
Przyjęty 9 lipca 1999 Kodeks Karny Białorusi przewiduje, iż do przestępstw zagrożonych karą śmierci należą:
- rozpętanie bądź prowadzenie wojny napastniczej (art. 122);
- zabójstwo przedstawiciela obcego państwa bądź organizacji międzynarodowej w celu sprowokowania napięć międzynarodowych bądź wojny (art. 124);
- akt międzynarodowego terroryzmu dokonany w grupie zorganizowanej bądź z użyciem szczególnie niebezpiecznych środków, takich jak energia atomowa, substancje radioaktywne, broń biologiczna i chemiczna (art. 126);
- ludobójstwo (art. 127);
- zbrodnie przeciwko ludzkości: deportacja, bezprawne więzienie, przetrzymywanie niewolników, masowe bądź systematyczne egzekucje bez wyroku sądowego, porwania wiążące się z późniejszym zaginięciem ludzi, tortury bądź akty okrucieństwa motywowane przynależnością rasową, narodową, etniczną bądź poglądami politycznymi i wyznawaną religią (art. 128);
- użycie broni masowego rażenia (art. 134);
- dokonane w czasie prowadzenia działań wojennych bądź na terytorium okupowanym świadome zabójstwo osób, które złożyły broń, osób rannych, chorych, ratujących się z katastrofy morskiej, pracowników medycznych, personelu sanitarnego i duchownego, jeńców wojennych, ludności cywilnej (art. 135);
- zabójstwo kwalifikowane, do którego należą następujące typy (art. 139): 
  - zabójstwo dwóch bądź więcej osób;
  - zabójstwo osobу widocznie małoletniej bądź będącej w sędziwym wieku, zabójstwo osoby niedołężnej, kobiety, o której sprawca wiedział, że jest w ciąży;
  - zabójstwo połączone z porwaniem człowieka bądź wzięciem zakładnika;
  - zabójstwo dokonane w niebezpieczny dla innych sposób;
  - zabójstwo dokonane ze szczególnym okrucieństwem;
  - zabójstwo połączone z gwałtem;
  - zabójstwo dokonane w celu ukrycia innego przestępstwa bądź w celu ułatwienia sobie dokonania innego przestępstwa;
  - zabójstwo w celu uzyskania organów do przeszczepu;
  - zabójstwo człowieka bądź jego bliskich dokonane w związku z wypełnianą przez niego funkcją społeczną;
  - zabójstwo człowieka bądź jego bliskich motywowane jego odmową popełnienia przestępstwa;
  - zabójstwo dokonane z pobudek finansowych bądź dokonane na zlecenie, lub też połączone z rozbojem, wymuszeniem, bandytyzmem;
  - zabójstwo motywowane wrogością na tle rasowym, narodowym, religijnym; zabójstwo dokonane przez grupę osób;
  - zabójstwo dokonane przez sprawcę, który już wcześniej popełnił takie przestępstwo (z wyjątkiem przypadku dzieciobójstwa, zabójstwa przez nieostrożność, zabójstwa dokonanego przez przekroczenie granicy obrony koniecznej oraz przekroczenia środków niezbędnych do zatrzymania przestępcy, zabójstwa w afekcie);
- terroryzm połączony z zabójstwem bądź dokonany w grupie zorganizowanej (art. 289);
- zdrada państwa połączona z zabójstwem;
- przejęcie władzy w sposób niekonstytucyjny pociągające za sobą śmierć ludzi bądź połączone z zabójstwem (art. 357);
- zabójstwo działacza państwowego bądź społecznego, dokonane w związku z jego działalnością państwową lub społeczną, mające na celu wywarcie wpływu na przyjęcie decyzji przez organy władzy bądź  przeszkodzenie w działalności politycznej lub społecznej, bądź zastraszenie ludności bądź destabilizację porządku publicznego (art. 359);
- dywersja dokonana w grupie zorganizowanej bądź taka, która pociągnęła za sobą śmierć ludzi albo inne poważne skutki (art. 360);
- zabójstwo pracownika organów spraw wewnętrznych w związku z wykonywaniem przez niego obowiązków w sferze ochrony porządku publicznego (art. 362).

### Wyjątki
Kary śmierci nie wymierza się:
- osobom, które popełniły przestępstwo przed ukończeniem 18. roku życia;
- kobietom;
- mężczyznom, którzy przed ogłoszeniem wyroku ukończyli 65. rok życia.

### Zmiany w kodeksie
6 lipca 1993 białoruski parlament zniósł karę śmierci za cztery rodzaje przestępstw ekonomicznych (przewidywaną w radzieckim kodeksie karnym z 1961) i zastąpił ją karą 15 lat pozbawienia wolności bez możliwości zwolnienia przedterminowego. 

## Prawo łaski
Prawo łaski należy do prerogatyw prezydenta Białorusi. W stosunku do osób skazanych na karę śmierci prawo łaski realizowane jest od 2004 tylko poprzez zamianę kary na dożywotnie więzienie.
Wiadomo jest tylko o jednym przypadku zastosowania prawa łaski w stosunku do skazanego na karę śmierci (w czerwcu 2003).

## Wykonanie kary
Egzekucje odbywają się przez rozstrzelanie i mają charakter niepubliczny. Przy egzekucji uczestniczą prokurator, przedstawiciel zakładu karnego oraz lekarz. Miejsca pochówku skazańców są objęte tajemnicą państwową, rodziny skazanych informuje się tylko o samym fakcie wykonania wyroku.
Wyroki wykonuje się w Areszcie Śledczym Nr 1 w Mińsku, gdzie znajdują się też cele śmierci. 
Kodeks karny wykonawczy Białorusi stanowi, iż wykonanie kary śmierci zostaje wstrzymane w przypadku wykrycia już po wyroku oznak choroby psychicznej sprawcy. W takim przypadku sąd decyduje o zastosowaniu wobec niego leczenia w zakładzie zamkniętym. W przypadku wyzdrowienia sprawcy sąd, który wydał wyrok śmierci, decyduje o wykonaniu wyroku bądź jego ewentualnej zamianie na inny wymiar kary (art. 176).

## Liczba wyroków po 1990
Według Centrum Obrony Praw Człowieka „Wiasna” w latach 1990-2013 sądy Białorusi zasądziły karę śmierci 330 razy. Większość z tych wyroków wydano w latach 90., od tego czasu kara śmierci używana jest coraz rzadziej.

## Poparcie i krytyka
W referendum przeprowadzonym w 1996 okazało się, iż 80,44% biorących w nim udział wyborców jest przeciwko zniesieniu kary śmierci. Niemniej jednak przeprowadzane w kolejnych latach badania opinii społecznej wskazują, iż liczba zwolenników kary śmierci maleje. W 2009 za zachowaniem kary śmierci w kodeksie karnym opowiadało się 54,6% respondentów, w 2012 zaś – 40,8%.
Pod koniec 2014 po raz pierwszy w historii Białorusi dążenie do zniesienia kary śmierci stało się elementem programu partyjnego – odpowiednie zmiany do swojego programu wprowadziła wówczas partia Białoruski Front Ludowy.
Wiosną 2021 białoruskie MSW zainicjowało prace nad nowelizacją Kodeksu Karnego, który ma przewidywać m.in. zniesienie kary śmierci i zastąpienie jej karą dożywotniego pozbawienia wolności.